# Aechmea fuerstenbergii
Aechmea fuerstenbergii är en gräsväxtart som beskrevs av Charles Jacques Édouard Morren och Marx Carl Ludwig Ludewig Wittmack. Aechmea fuerstenbergii ingår i släktet Aechmea och familjen Bromeliaceae. Inga underarter finns listade i Catalogue of Life.